# Anatoli Anatoljewitsch Jemelin
Anatoli Anatoljewitsch  Jemelin (russisch Анатолий Анатольевич Емелин; * 3. Oktober 1964 in Ufa, Russische SFSR) ist ein ehemaliger russischer Eishockeyspieler, der seit seinem Karriereende 1998 als Eishockeytrainer arbeitet. Er spielte über viele Jahre für Salawat Julajew Ufa und den HK Lada Toljatti in der höchsten Eishockeyliga der Sowjetunion respektive GUS und erzielte dabei 229 Tore in 596 Partien. Sein Sohn Konstantin Jemelin ist ebenfalls professioneller Eishockeyspieler.

## Karriere

### Als Spieler
Jemelin begann seine Karriere im Eishockeyklub seiner Heimatstadt, Salawat Julajew Ufa, für dessen erste Mannschaft er während der Saison 1982/83 in der Wysschaja Liga debütierte. Am Saisonende stieg er mit Ufa in die zweite Spielklasse, die Perwaja Liga ab. 1985 schaffte Salawat den Wiederaufstieg aus der zweiten in die erste Spielklasse, wobei Jemelin 44 Scorerpunkte in 57 Saisonspielen erzielte.
1987 wechselte er zum SKA Swerdlowsk, für den er in den nächsten eineinhalb Spielzeiten in der Perwaja Liga auflief, ehe er zu seinem Heimatverein zurückkehrte. 1990 erhielt er von Gennadi Zygurow, dem neuen Cheftrainer des HK Lada Toljatti, das Angebot, für Lada zu spielen. Er nahm das Angebot an und half seinem neuen Klub auf dem Weg zur Spitze des sowjetisch-russischen Eishockeysports. Während der Saison 1992/93  spielte er in der schwedischen Division 1 für Avesta BK, kehrte danach aber zu Lada zurück.
In den folgenden vier Spieljahren wurde er mit dem HK Lada jeweils zwei Mal GUS-Meister und Vizemeister. Zudem gewann er den Europapokal 1996 sowie die Silbermedaille beim IIHF Super Cup 1997.

### International
Anatoli Jemelin vertrat die UdSSR bei der Universiade 1989 und 1991, wobei er je eine Gold- und Silbermedaille gewann. Zudem lief er für die Sbornaja bei der Eishockey-Weltmeisterschaft 1994 auf, bei der er zwei Tore in sechs Spielen erzielte und mit dem Team den fünften Platz belegte.

### Als Trainer
Nach der Saison 1997/98 beendete Jemelin seine aktive Spielerkarriere und wurde Trainer des Farmteams von Lada Toljatti, Ladja Toljatti. Ein Jahr später wurde er zudem Assistenztrainer bei der Profimannschaft unter Cheftrainer Pjotr Worobjow.
Im April 2006 wurde Jemelin als Nachfolger von Worobjow vorgestellt und war damit zu diesem Zeitpunkt der jüngste Trainer der Superliga. In den jeweils ersten Partien gegen die vorherigen Cheftrainer von Lada, Gennadi Zygurow und Pjotr Worobjow, besiegte sein Team die jeweiligen neuen Teams von Zygurow und Worobjow mit 3:1.
Nach der Saison 2006/07 wurde Jemelin von Lada Toljatti entlassen, da das Team nur den elften Platz in der Superliga erreicht hatte. Im November des gleichen Jahres wurde er General Manager bei Amur Chabarowsk. Ende Dezember übernahm er den Cheftrainerposten beim gleichen Klub und blieb in dieser Position bis Oktober 2009. Danach übernahm er wieder das Manageramt bei Amur.
Im November 2010 wurde er Cheftrainer bei Metallurg Nowokusnezk und betreute den Verein bis Ende der Saison 2012/13, wobei sein Team in jeder Spielzeit die Play-offs verpasste. Im März 2013 wurde er als neuer Cheftrainer bei Awtomobilist Jekaterinburg vorgestellt. Nach zwei Jahren bei Awtomobilist, in denen er jeweils das Achtelfinale der Play-offs erreicht hatte, wurde er zur Saison 2015/16 von seinem Heimatverein aus Ufa als Cheftrainer verpflichtet. Im Oktober 2015 wurde er zum Assistenztrainer degradiert und durch Igor Sacharkin ersetzt.
Ab Ende September 2017 war Jemelin Cheftrainer beim HK Jugra Chanty-Mansijsk, ehe er zur Saison 2018/19 zu seinem Heimatverein zurückkehrte.

## Erfolge und Auszeichnungen
- 1989 Goldmedaille bei der Universiade
- 1991 Silbermedaille bei der Universiade

- 1994 GUS-Meister mit dem HK Lada Toljatti
- 1995 GUS-Vizemeister mit dem HK Lada Toljatti
- 1996 GUS-Meister  mit dem HK Lada Toljatti
- 1996 Orden der Freundschaft
- 1996 Gewinn des Europapokals
- 1997 Silbermedaille beim IIHF Super Cup
- 1997 Russischer Vizemeister mit dem HK Lada Toljatti
- 2005 Russischer Vizemeister mit dem HK Lada Toljatti (als Assistenztrainer)
- 2006 Gewinn des IIHF Continental Cup (als Assistenztrainer)

## Karrierestatistik

### Als Spieler

#### Internationale Wettbewerbe
Vertrat Russland bei:
- Weltmeisterschaft 1994

(Legende zur Spielerstatistik: Sp oder GP = absolvierte Spiele; T oder G = erzielte Tore; V oder A = erzielte Assists; Pkt oder Pts = erzielte Scorerpunkte; SM oder PIM = erhaltene Strafminuten; +/− = Plus/Minus-Bilanz; PP = erzielte Überzahltore; SH = erzielte Unterzahltore; GW = erzielte Siegtore; 1 Play-downs/Relegation; Kursiv: Statistik nicht vollständig)

### Als Trainer
(Legende zur Trainerstatistik: Sp oder GC = Spiele insgesamt; W oder S = erzielte Siege; L oder N = erzielte Niederlagen; T oder U = erzielte Unentschieden; OTL oder OTN = erzielte Niederlagen nach Overtime oder Shootout; Pts oder Pkt = erzielte Punkte; Pts% oder Pkt% = Punktquote; Win% = Siegquote; Resultat = erreichte Runde in den Play-offs)